# FN:s kommission för mänskliga rättigheter
FN:s kommission för mänskliga rättigheter (United Nations Commission on Human Rights eller förkortat UNCHR) var ett organ inom Förenta nationerna med uppgift att utarbeta normer gällande mänskliga rättigheter och kontrollera efterlevnaden av dessa. Det sorterade under FN:s ekonomiska och sociala råd (ECOSOC) och stöddes i sitt arbete av FN:s högkommissarie för mänskliga rättigheter (UNHCRC). Det var FN:s viktigaste mekanism och internationella forum för skydd och främjande av mänskliga rättigheter. 2006 ersattes kommissionen av FN:s råd för mänskliga rättigheter (UNHRC) efter en omröstning 15 mars i FN:s generalförsamling.

## Historia
UNCHR grundades den 10 december 1946 vid ECOSOC:s första möte i enlighet med FN-stadgan (artikel 68) som alla FN:s medlemsstater undertecknat.
Eleanor Roosevelt var organisationens ordförande åren 1946–1951. Den litauisk-amerikanske folkrättsjuristen Jacob Robinson gjorde stora insatser för etablerandet av kommissionen 1946–1947.
Kommissionen genomgick två distinkta faser. Från 1947 till 1967 koncentrerade man sig på att främja mänskliga rättigheter och hjälpa stater att utarbeta avtal, men inte åt att undersöka och fördöma överträdare. Det var en period när man strikt följde principen om suveränitet.
1967 antog kommissionen interventionism som sin policy. Decenniet präglades av avkolonisering i Afrika och Asien och många länder på dessa kontinenter insisterade på en aktivare politik i fråga om mänskliga rättigheter från FN:s sida. Särskilt kränkningar i Sydafrika under apartheid var en nagel i ögat. Den nya policyn innebar att kommissionen också skulle undersöka och rapportera om kränkningar.
För att bättre fullfölja denna policy genomfördes också andra förändringar. På 1970-talet skapades möjligheten till geografiskt orienterade arbetsgrupper. Dessa grupper skulle koncentrera sig på särskilda regioner eller enskilda länder, som fallet var med Chile. På 1980-talet skapades tema-orienterade arbetsgrupper som specialiserade sig på särskilda typer av kränkningar.
Ingen av dessa åtgärder kunde dock göra kommissionen så effektiv som man önskade, framför allt på grund av närvaron av länder som kränkte mänskliga rättigheter, liksom kommissionens politisering. Under de följande åren till sitt upphörande kom UNCHR att bli allt mer misskrediterat bland såväl aktivister som regeringar.
Kommissionen höll sitt sista möte i Genève den 27 mars 2006 och ersattes av FN:s råd för mänskliga rättigheter samma år.

## Kritik
Kommission kritiserades ofta för sammansättningen av sina medlemmar. Inte minst har många av medlemsländerna själva tvivelaktiga meriter ifråga om mänskliga rättigheter, inklusive stater som valts till ordförandeposten i kommissionen.
En annan kritik var att kommissionen inte ägnade sig åt konstruktiv diskussion om ämnen som berör mänskliga rättigheter utan var ett forum för politiskt selektivt fingerpekande och kritik. Önskan hos stater med problematiska meriter ifråga om mänskliga rättigheter att väljas till kommissionen ansågs framför allt vara ett sätt att försvara sig från sådana angrepp.
Aktivistgrupper har länge uttryckt oro över Kinas, Zimbabwes, Sovjets/Rysslands, Saudiarabiens och Pakistans, samt på senare tid, Algeriets, Syriens, Libyens, och Vietnams medlemskap. Dessa länder var skyldiga till utförligt dokumenterade kränkningar av mänskliga rättigheter, och ett bekymmer var att de genom att arbeta mot resolutioner i kommissionen indirekt främjade despotism och förtryck.
Den 4 mars 2004 marscherade USA:s FN-ambassadör Sichan Siv ut från kommissionen efter det enhälliga valet av Sudan till kommissionen, och kallade det en "absurditet" i ljuset av Sudans etniska rensning i Darfur En viktig konsekvens av Sudans inval var en ovilja hos en del länder att arbeta genom kommissionen. Det var FN:s säkerhetsråd, inte kommissionen, som den 30 juli 2004 antog en resolution med rösterna 13-0 (Kina och Pakistan avstod från att rösta) som hotade Sudan med ospecifierade sanktioner om situationen i Darfur inte förbättrades inom 30 dagar.
Kommissionen har kritiserats för ensidighet gentemot Israel. Enligt Anne Bayefsky, professor i folkrätt vid York University i Toronto "försöker kommissionsmedlemmar undvika att direkt kritisera länder som har problem med mänskliga rättigheter, ofta genom att fokusera på Israel, en stat som enligt analys av sammandrag av protokoll i över 30 år upptog 15 procent av kommissionens tid och har blivit föremål för en tredjedel av landsspecifika resolutioner."